# Liga Santa (1684)

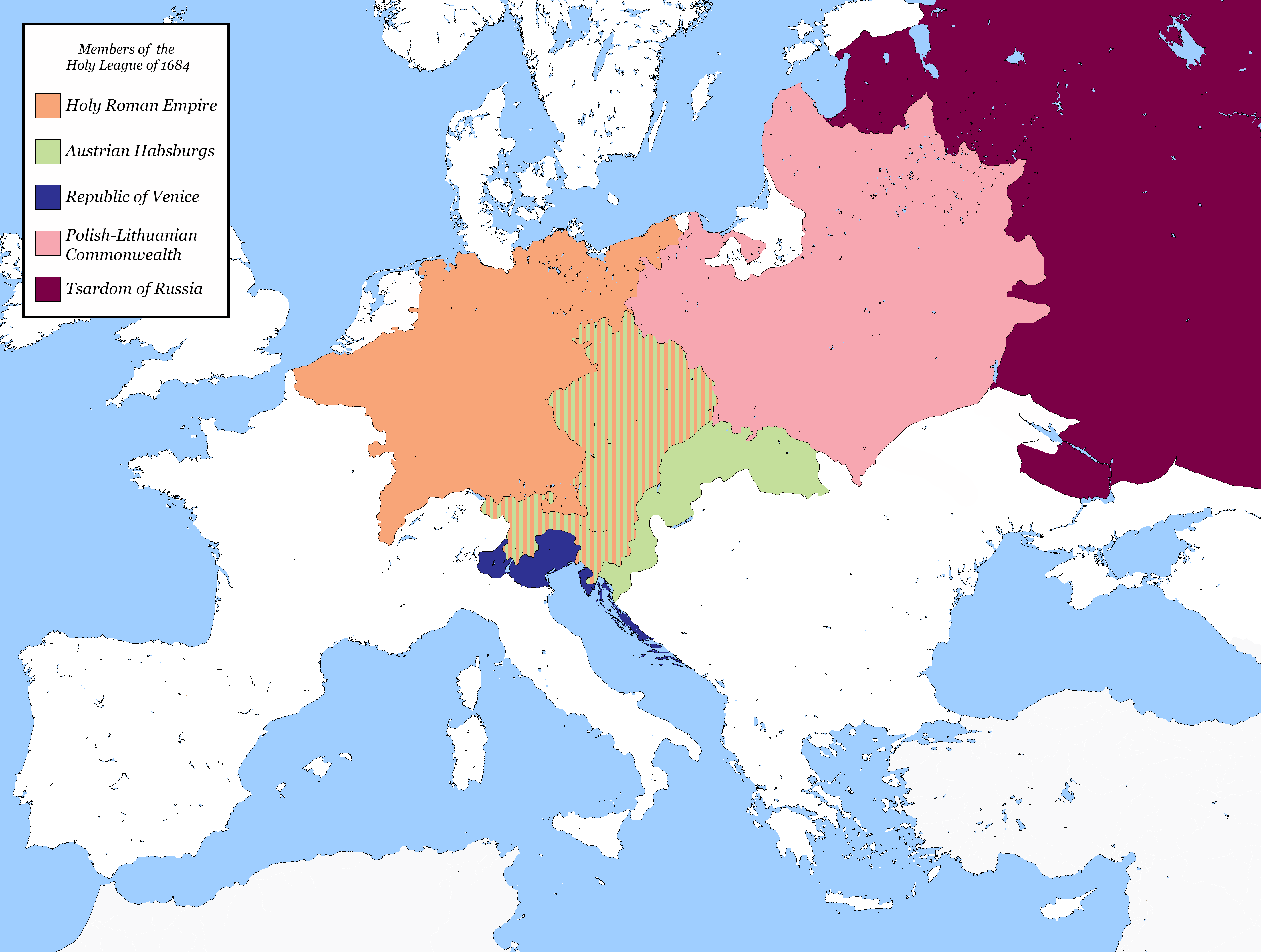
A Liga Santa de 1684

A Liga Santa (em latim: Sacra Ligua) de 1684 foi uma coalizão de nações europeias formada durante a Grande Guerra Turca. Nascida do Tratado de Varsóvia, foi fundada como um meio de impedir uma maior expansão otomana na Europa. Esta consolidação de uma grande parte do poderio militar da Europa levou a sucessos militares sem precedentes, com grandes áreas de terras anteriormente cedidas recuperadas na Moreia, Dalmácia e Danúbia, no que foi apelidado de "14.ª cruzada".
A formação da Liga foi reconhecida como um ponto de viragem na história otomana. Ao forçar a rendição do Império em várias ocasiões, mudou o equilíbrio de poder para longe dos otomanos, levando a uma diminuição da presença otomana na Europa e à subsequente dissolução da Liga em 1699.

## Consequências

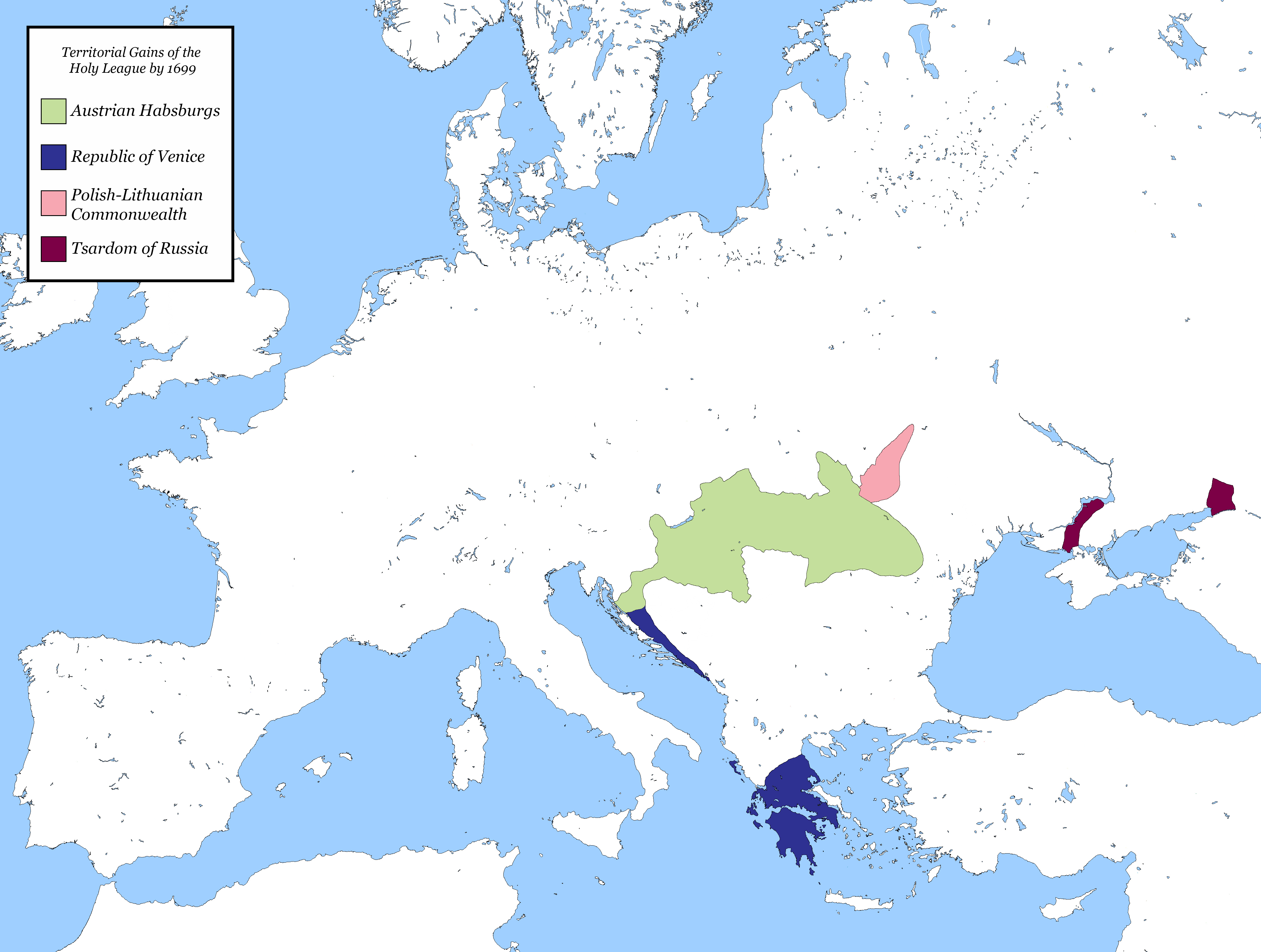
Território cedido à Liga Santa em 1699

O Tratado de Karlowitz garantiu uti possidetis, o que significa que os poderes da Liga foram capazes de manter todas as terras conquistadas. O Império Habsburgo foi capaz de recuperar a Hungria do controle otomano de Thököly, Veneza recuperou a Moreia e regiões na Dalmácia, a Polônia recuperou Podólia e a Rússia recuperou partes da Novorossiya, bem como Azak.
 

A disposição dos otomanos em 1688 e 1697 de abrir relações diplomáticas representa uma grande mudança no poder, de acordo com alguns historiadores. Yilmaz descreve a formação da Santa Liga como tendo "claramente alterado o equilíbrio entre os dois impérios para a vantagem dos Habsburgos", o que contrasta com os sucessos que o Império Otomano teve no século anterior à sua formação. Isso é ecoado por Abou-El-Haj, que observa que o Império Otomano tinha pouco em termos de procedimentos diplomáticos formais e dependia de vitórias militares contínuas como relações exteriores.